# Оптическая система
Оптическая система (англ. optical system) — совокупность оптических элементов (преломляющих, отражающих, дифракционных и т. п.), созданная для преобразования световых пучков (в геометрической оптике), радиоволн (в радиооптике), заряженных частиц (в электронной и ионной оптике). Конструктивным образом оформленная для выполнения конкретной задачи оптическая система, состоящая, по крайней мере, из одного из базовых оптических элементов называется оптическим прибором. В состав оптического прибора могут входить источники света и приёмники излучения.
Оптическая схема — графическое представление процесса изменения света в оптической системе.

## Общие сведения
В оптических приборах не все взаимодействующие со светом детали являются оптическими, специально предназначенными для его изменения. Такими неоптическими деталями в оптических приборах являются оправы линз, корпус и т. п.
Совокупность беспорядочно разбросанных оптических деталей не образует оптической системы.
Обычно под оптическими системами подразумевают системы, преобразующие электромагнитное излучение в видимом или близких диапазонах (ультрафиолетовый, инфракрасный). В таких системах преобразование пучков света происходит за счёт преломления и отражения света, его дифракции (являющейся частным случаем явления интерференции (при необходимости учёта ограничения протяжённости волновых фронтов), поглощения и усиления интенсивности света (в случае использования квантовых усилителей).
Типы и разновидности оптических систем весьма разнообразны, однако обычно выделяют изображающие оптические системы, которые формируют оптическое изображение и осветительные системы, преобразующие световые пучки от источников света.

## Базовые оптические элементы
Также называются оптическими деталями.
Исторически такими элементами являлись:
- линзы;
- призмы;
- зеркала;
- светофильтры.

В XIX веке эта тетрада была дополнена поляризаторами и дифракционными элементами (дифракционная решётка, эшелон Майкельсона).
В XX веке появились:
- элементы волоконной оптики (гибкие световоды);
- интерференционные элементы (как, например, узкополосные светофильтры и интерференционные зеркала);
- элементы голографической техники (например — толстослойные фотопластинки);
- элементы нелинейной оптики, (например — кристаллы, используемые для преобразования частоты света).

## Принцип действия
Оптическая система предназначена для пространственного преобразования поля излучения до оптической системы (в «пространстве предметов») в поле после оптической системы (в «пространстве изображений»). Такое разделение «пространств» весьма условно, поскольку эти различные с точки зрения изменения структуры поля «пространства» могут в некоторых случаях (например при использовании зеркал) совпадать в трёхмерном физическом пространстве.
Преобразование поля из пространства предметов в пространство изображений производится, как правило, путём использования надлежащим образом осуществляемого явления интерференции излучения, определяющего структуру поля в пространстве предметов..
Такая организация и достигается путём использования имеющих определённую форму оптических элементов, действие которых проявляется в явлении преломления, отражения и рассеяния излучения.
Физической причиной всех этих явлений является интерференция.
Во многих случаях для объяснения действия оптического элемента вполне достаточно применения понятий о сущности этих явлений, без раскрытия роли интерференции, что позволяет описывать поле излучения его формализованной геометрической моделью, основанной на интуитивно понятном представлении о «луче света» и постулате о бесконечно малости длины волны излучения и оптической однородности среды, заполняющей всё пространство, в котором действуют законы геометрической оптики.
Но в случае, когда оказывается необходимым учитывать волновые свойства излучения и принимать во внимание сравнимость размеров оптического элемента с длиной волны излучения, геометрическая оптика начинает давать ошибки, что носит название дифракции, по сути своей не являющейся самостоятельным явлением, а лишь той же интерференцией.

### Параксиальное приближение
Даже в случае возможности пренебречь влиянием дифракции, геометрическая оптика позволяет с удовлетворительной точностью предсказать ход лучей в пространстве изображений лишь для тех из них, которые падают на рабочую поверхность очередного оптического элемента под малыми углами по отношению к оси и на малом расстоянии точки падения от оси параксиальные лучи.
В противном случае наблюдаются существенные отклонения хода луча, носящие название аберраций. Их роль может быть уменьшена за счёт усложнения оптической системы (добавления компонентов), отказа от использования сферических поверхностей и их заменой на поверхности образованные кривыми, описываемыми уравнениями более высокого порядка, что связано с существенным усложнением технологии их производства, а также расширения номенклатуры оптических сред в сторону создания прозрачных сред во все более широком спектральном диапазоне и имеющих все более высокие значения показателя преломления. В этом направлении действует специальная отрасль оптико-механической промышленности, исторически связанная с производством оптического стекла, а затем и других оптических сред как аморфных, так и кристаллических. Здесь проявили себя такие специалисты как Шотт и Аббе, а в России — Гребенщиков, Лебедев и др.
Некоторые аберрации (например, хроматическая) проявляются и в параксиальных пучках.

### Потери излучения за счётотражения

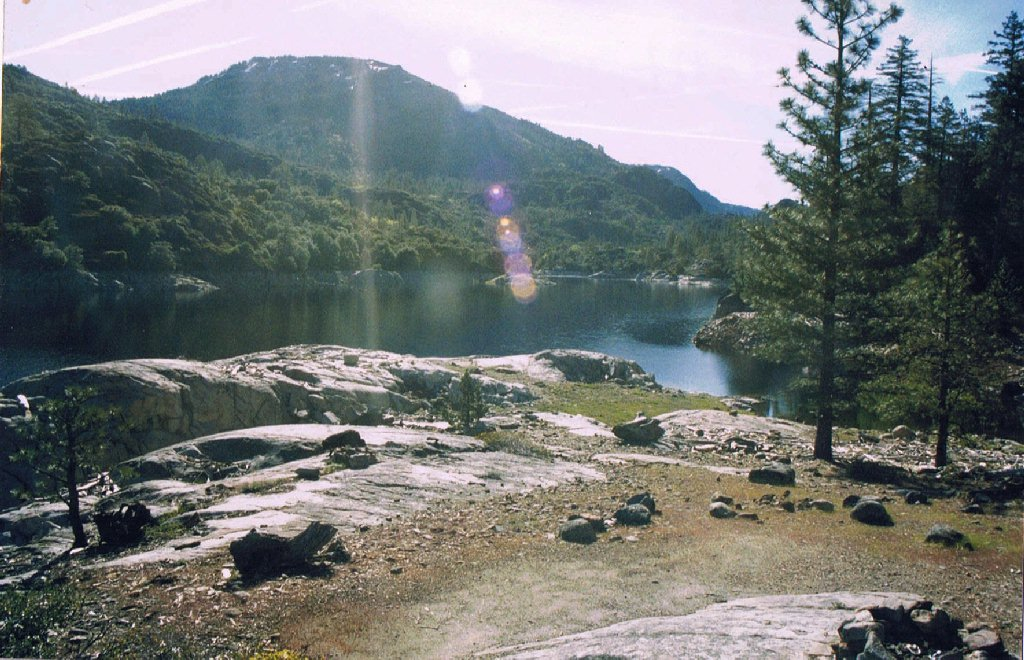
Блики из-за переотражений в линзах объектива

Граница двух оптических сред с разными показателями преломления всегда отражает какую либо часть излучения. Так поверхность стекла с показателем преломления 1,5 в воздухе отражает примерно 4 % света. Для снижения этих потерь используется просветление оптики, основанное на возникновении интерференционных эффектов в тонких слоях прозрачных материалов, наносимых на рабочие поверхности. Так, например, для сравнительно простых объективов типа Триплет Кука или Тессар, имеющих 6 границ стекло/воздух, потери на отражение, без использования просветления, составили бы примерно 20 %. С потерями, как таковыми, ещё можно было бы мириться, но отражённый свет, повторно отражаясь от других поверхностей, попадает на изображение и искажает его. Такие блики, даже несмотря на просветление, хорошо заметны на фотографиях, снятых против света.

### Поглощение излучения
Кроме пространственного преобразования поля излучения любой оптический элемент всегда ослабляет его интенсивность за счёт потерь, вызванных поглощением излучения материалом, из которого сделан оптический элемент. Использование оптических материалов с минимальным показателем поглощения на длине волны излучения является чрезвычайно важным в волоконной оптике, на использовании которой основано создание волоконных линий связи.
В зеркальных и зеркально-линзовых оптических системах часть излучения поглощается на металлических зеркалах.
Ослабление интенсивности излучения в ряде случаев является полезным (например в солнцезащитных очках), тем более в случае избирательного поглощения излучения цветными светофильтрами.
В настоящее время стало также возможным усиление света за счёт использования внешнего источника энергии.